# Natasha Trethewey

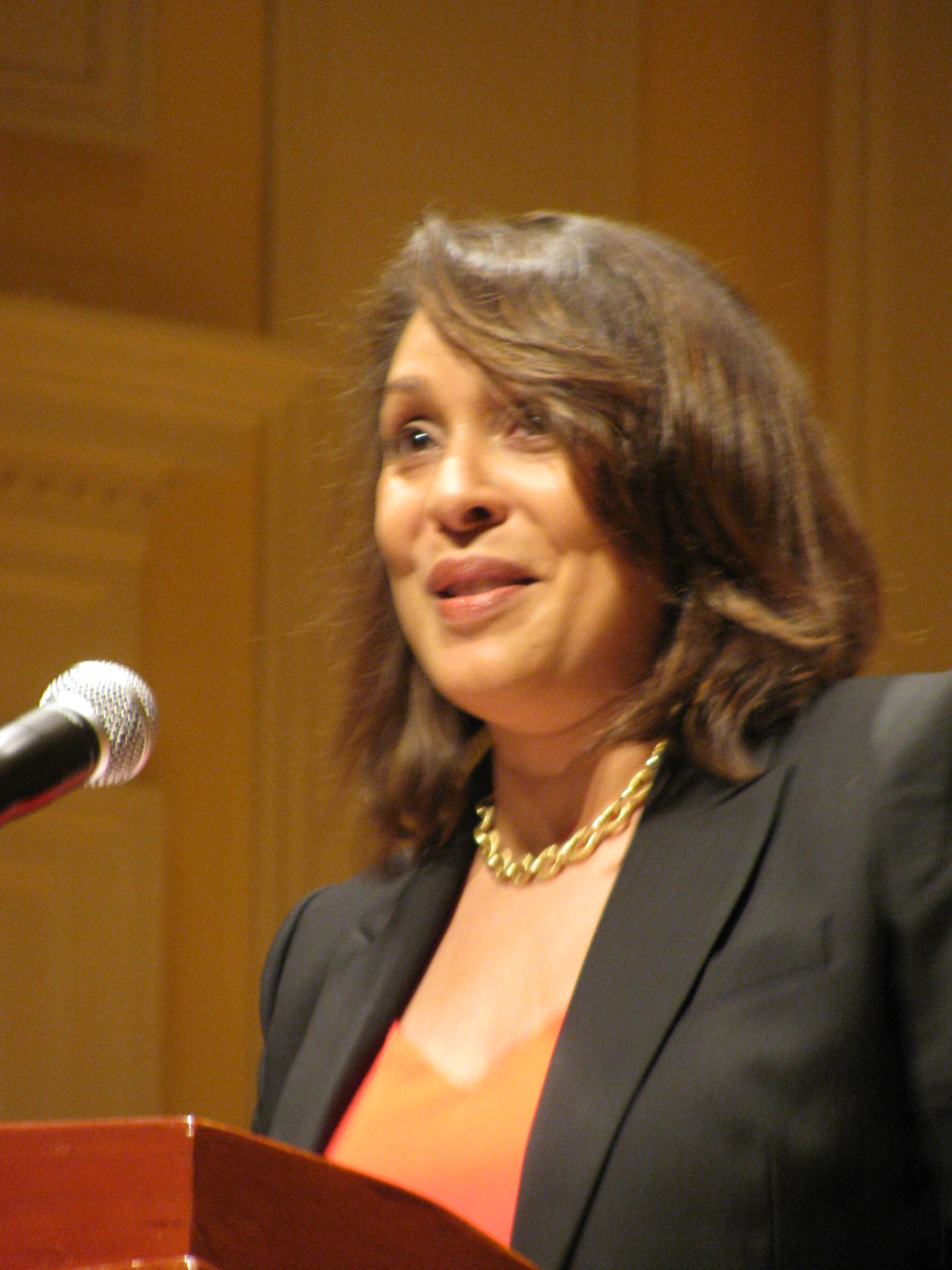
Natasha Trethewey

Natasha Trethewey (* 26. April 1966 in Gulfport, Mississippi) ist eine US-amerikanische Schriftstellerin, die 2007 den Pulitzer-Preis für ihre Gedichtsammlung Native Guard bekam. Sie ist Professorin für Englisch und Kreatives Schreiben an der Emory University. Dort leitet sie zudem das Programm für kreatives Schreiben.

## Leben
Trethewey wurde in Gulfport, Mississippi als Tochter von Eric Trethewey (1943–2014) und Gwendolyn Ann Turnbough († 1985), geboren. Die Ehe ihrer Eltern wurde illegal geschlossen, ein Jahr bevor durch das Urteil Loving v. Virginia des Supreme Court of the United States das Verbot sogenannter „gemischtrassiger“ Ehen in vielen Südstaaten aufgehoben wurde. Die Mutter wird in Natasha Tretheweys Geburtsurkunde als colored („farbig“) und der Vater als „Kanadier“ bezeichnet.
Gwendolyn Ann Turnbough, Tretheweys Mutter, war Sozialarbeiterin und inspirierte Trethewey zu Native Guard. Trethewey widmete es ihrer Mutter. Ihre Eltern ließen sich scheiden, als Trethewey noch jung war, und Turnbough heiratete erneut. Ihr zweiter Ehemann ermordete sie, kurz nachdem sie sich auch von ihm hatte scheiden lassen. Trethewey war damals 19 Jahre alt. Der Tod der Mutter prägte sie und später äußerte sie sich über diesen Moment:

“That was the moment when I both felt that I would become a poet and then immediately afterward felt that I would not. I turned to poetry to make sense of what had happened.”

„Das war der Augenblick, in dem ich zwei Gefühle hatte, dass ich eine Dichterin werden würde und dann sofort danach, dass ich es nicht tun würde. Ich wandte mich der Poesie zu, um zu verstehen, was geschehen war.“

Tretheweys Vater war ebenfalls Dichter. Er arbeitete als Professor für Englisch an der Hollins University.

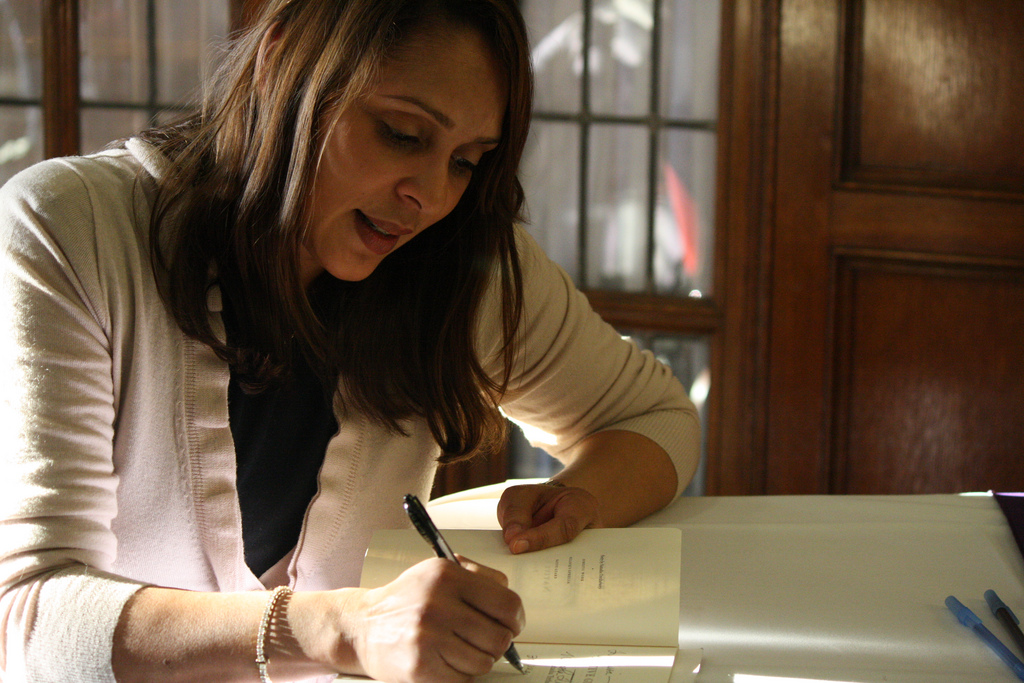
Natasha Trethewey bei einer Signierstunde an der University of Michigan, 2011

## Ausbildung
Trethewey graduierte mit dem B.A. in Englisch an der University of Georgia, den M.A. in Englisch und kreativem Schreiben erwarb sie an der Hollins University und den M.F.A. in Dichtung an der University of Massachusetts Amherst.

## Werk
Strukturell verbindet Trethewey ihre Arbeit in Form Freier Verse mit mehr strukturierten, traditionellen Formen wie dem Sonett und dem Villanelle. Thematisch untersucht ihr Werk das „Gedächtnis und das rassische Erbe Amerikas“. „Bellocqs Ophelia“ erschienen 2002 ist eine Gedichtsammlung geschrieben als Briefroman in Form einer Novelle. Er erzählt die fiktive Geschichte einer gemischtrassigen Prostituierten, die von Ernest J. Bellocq im frühen 20. Jahrhundert New Orleans porträtiert wurde.
Der amerikanische Bürgerkrieg ist oft Thema ihrer Arbeit. Er habe sie seit ihrer Kindheit in seiner Bedeutung fasziniert, zumal ihr Geburtstag am Confederate Memorial Day, dem 26. April auf den 100. Jahrestag nach Kriegsende im Jahr 1866 fiel. Ihr Werk Native Guard erzählt die Geschichte der 1. Louisiana Native Guards, eines schwarzen Regiments der Union Army, das hauptsächlich aus ehemaligen Sklaven rekrutiert wurde, die Kriegsgefangene der Confederate States Army bewachten.
2019 wurde Trethewey in die Anthologie New Daughters of Africa von Margaret Busby aufgenommen.

## United States Poet Laureate
Am 7. Juni 2012 gab James Hadley Billington, der Librarian of Congress, sie als den 19. US Poet Laureate Preisträger bekannt. Billington sagte, nachdem er ihre Poesie beim National Book Festival gehört hatte, dass er sofort von der Art klassischer Qualität mit dem Reichtum und der Vielfalt von Strukturen, mit denen sie ihre Poesie präsentierte, erschlagen war […] sie vermische ihre Geschichte mit der historischen Geschichte in einer Weise, dass der Leser tief in die menschlichen Tragödien gezogen werde. Zeitungen stellten fest, dass im Gegensatz zu den meisten Preisträgern Trethewey auf dem Höhepunkt ihrer Karriere sei. Am 14. Mai 2014 hielt Tretheway ihre letzte Vorlesung in ihrer zweiten Amtszeit als US Poet Laureate.
Tretheway war die erste United States Poet Laureate, die ihren Wohnsitz in Washington, D.C. für die Dauer ihrer Amtszeit nahm. Sie wollte für Besucher ansprechbar sein.

## Schriften

### Dichtung
- Domestic Work. Graywolf Press, 2000, ISBN 978-1-55597-309-4.
- Bellocq’s Ophelia. Graywolf Press, 2002, ISBN 978-1-55597-359-9.[9]
- Native Guard. Houghton Mifflin, 2006, ISBN 978-0-618-87265-7.
- Beyond Katrina: A Meditation on the Mississippi Gulf Coast. University of Georgia Press, 2010, ISBN 978-0-8203-3381-6. (Poetry, essays, and letters)
- Thrall. Houghton Mifflin, 2012, ISBN 978-0-547-57160-7.

### Herausgeberin
- Natasha Trethewey, Jeb Livengood (Hrsg.): Best New Poets 2007. Samovar Press, Charlottesville, Virginia 2007, ISBN 978-0-9766296-2-7.[10]

## Preise und Auszeichnungen
- 1999 First Annual Cave Canem Foundation Poetry Prize for Domestic Work, selected by Rita Dove[11]
- 1999 Literature Fellowship from the National Endowment for the Arts
- 2000 Bunting Fellowship des Radcliffe Institute for Advanced Study, Harvard University
- 2001, 2003, 2007 Mississippi Institute of Arts and Letters Buch Preise
- 2001, 2007 Lillian Smith Book Award[12]
- 2003 Guggenheim-Stipendium
- 2004 Rockefeller-Stiftung für die Residenz im Bellagio-Studienzentrum[13]
- 2007 Pulitzer Prize for Poetry[14]
- 2012 Poet Laureate of Mississippi[15]
- 2012 United States Poet Laureate[16]
- 2013 Mitglied der American Academy of Arts and Sciences
- 2017 Heinz Award
- 2019 Mitglied der American Academy of Arts and Letters[17]
- 2021 Anisfield-Wolf Book Award (Nonfiction) für Memorial Drive
- 2022 Mitglied der American Philosophical Society
- 2022 Grand Prix de l’Héroïne Madame Figaro für Memorial Drive